# Château de Monségou
Le château de Monségou ou de Montségou, est un château situé à Lamontélarié, dans le Tarn (France). Construit au XVe siècle sur les bords de l'Agout, il possèdait des forges centenaires.

## Historique

### Origine
Le château de Monségou est édifié au cours du XVe siècle, et appartient dans un premier temps à la Séguy, puis rapidement à la famille d'Huc de Monségou.

### Les guerres de Religion
Au XVIe siècle, le domaine est prospère, tout d'abord pour son gibier qui fournit les tables de grands seigneurs, et surtout pour ses sols riches en fer, de par sa proximité avec le Sidobre. Ainsi, depuis l'époque gallo-romaine, des forges sont présentes sur le domaine. Les forges modernes sont attestées par acte de concession du 21 mai 1437 mais détruites lors des guerres de Religion qui agitent la région.
Durant les rébellions huguenotes du début du XVIIe siècle, le château est mentionné le samedi 25 mars 1628, puisque c'est là qu'un avocat de Béziers, Mr Maroule, vraisemblablement protestant, est emprisonné après son arrestation.

### Le XVIIIe siècle
En 1751, après le mariage entre Marie de Monségou et Paul de Pins, issu de la puissante famille de Pins, le domaine passe dans cette famille[réf. souhaitée]. Les forges sont reconstruites par arrêt du Conseil, le 27 octobre 1761. Le 8 février 1766, Jean-Gaston de Pins, futur évêque catholique, nait probablement au château.

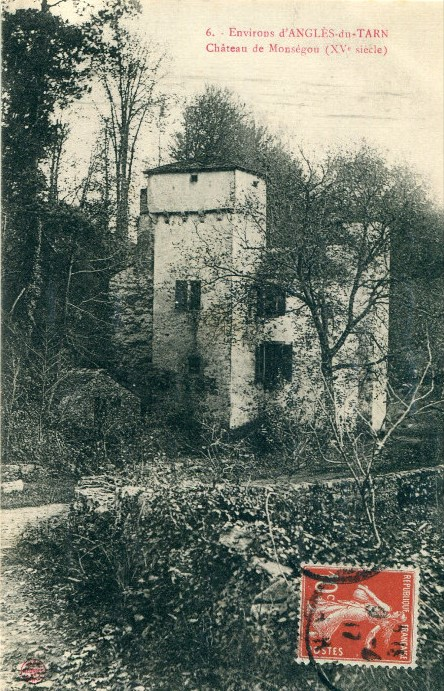
Carte postale

Après la Révolution, on retrouve un dernier maître de forge venu de Castres, Jean-Jacques Vieu, avant la fermeture des forges en 1860[réf. souhaitée]. Il semble qu'elles aient ensuite été rasées lors d'une crue en 1876.

## Architecture
Le château de Monségou est construit entre Brassac et le lac de la Raviège, en bordure directe de l'Agout, à la confluence du petit ruisseau du Falcou avec cette rivière.
C'est une bâtisse à l'architecture disciplinée, s'élevant sur deux étages, et flanquée d'un donjon rectangulaire au Nord ainsi que d'une fine tourelle à l'Ouest. La seule ornementation notable de sa façade est la présence du blason sculpté de la famille d'Huc de Monségou.[réf. souhaitée]

## Littérature
Une partie du livre Le cardinal de Monségou de Jacques Studer s'y déroule.

## Famille d'Huc de Monségou
La famille d'Huc de Monségou est une famille noble originaire du Languedoc et implantée dans le pays castrais. Elle a été titrée seigneur de Montségou, de Besselves et de Naubert.

### Historique
Selon William de Sévery, elle possède une origine commune avec la famille allemande de Béthusy-Huc, dont est issu Édouard George de Béthusy-Huc (de). On la retrouve au château de Montségou à partir du XVe siècle.
Au XVIIIe siècle, une branche de la famille est établie à Montpellier où elle tient de hautes fonctions.
La famille s'éteint en 1899 avec la mort de Philippe d'Huc, mais perdure dans la famille Delcassé, qui prend le nom de famille Delcassé d'Huc de Monségou après le mariage de la fille de Philippe avec Tristan Delcassé.

### Blasonnement
Le blason de la famille d'Huc est : D'azur à trois chats huants d'or becqués et éperonnés de sable d'après Henri Jougla de Morenas.

### Lignée
- Jean Ier d'Huc, marié à Marguerite de Besselves ;
- Jean II d'Huc, seigneur de Besselves, de Naubert et  de Montségou, marié à Jeanne de Patiaut, dont :
  - Bernard, qui suit ;
  - Jean III, ensuite.
- Bernard d'Huc, seigneur de Monségou, marié à Gillette  d'Amat Demranc, dont :
  - Jeanne, mariée en 1602 à Antoine de Lautrec ;
  - Jacques, qui suit.
- Jacques d'Huc, seigneur de Monségou et de Ricardès, marié à Isabeau de Bonnafous ;
- Pierre d'Huc ( - 14 mai 1721), seigneur de Monségoy, marié le à Marguerite de Pins (1670 - 1743) issue des barons de Caucalières ;
- Marie d'Huc, mariée à Paul de Pins. La branche aînée s'éteint alors.

...
- Jean III d'Huc, seigneur de Naubert, marié à Antoinette Borelli ;
- Jean IV d'Huc, seigneur de Naubert, marié à Elisabeth de Goudon ;
- David d'Huc, seigneur de Naubert, marié le 8 mars 1645 à Suzanne de Coutin ;
- Jean V d'Huc, seigneur de Naubert, marié le 17 janvier 1689 à Suzanne de Bonne ;
- Pierre d'Huc, marié à Jeanne de Tandon ;
- Phillippe d'Huc (1723 - 1791), marié le 4 novembre 1755 à Jeanne de Teulié ;
- Jacques-Philippe d'Huc (1769 - 1857), habitant de Montpellier émigré à la Révolution, marié le 8 juin 1797 à Julie-Suzanne Deulours ;
- Philippe II d'Huc (1807 - 1899), commandeur de la Légion d'honneur et intendant divisionnaire, marié le 6 mai 1840 à Camille Bremsinger ;
- Camille Philippine d'Huc (1845 - ), mariée à Tristan Delcassé. La branche cadette s'éteint alors.